# Instituto Argentino de Secretarias Ejecutivas
El Instituto Argentino de Secretarias Ejecutivas es la primera organización educativa de la Argentina dedicada exclusivamente a la formación y especialización de secretarias y asistentes ejecutivas.
 
En el año 1965 inauguró su primera casa de estudios en el edificio de la Cámara Argentina de Comercio, en colaboración con la sede de la OIT, Organización Internacional del Trabajo; en la República Argentina.
Tres años más tarde, en 1968; y ante la creciente demanda de cursos y contenidos, el IASE se trasladó a Florida 617, y en 1985 habilitó la actual casa de estudios en Libertad 926, un palacete de fines del siglo XIX en extraordinario estado de conservación, capaz de albergar las necesidades y demandas educativas en conjunto con el creciente desarrollo tecnológico que el estudiante demanda.
El instituto es un centro educativo conocido a nivel nacional por el grado de instrucción y especificidad de sus estudiantes y egresadas y por la facilidad que posee de articular estudio y trabajo entre las egresadas y las empresas. 